# Chrys Chrystello
J. Chrys Chrystello (Sydney, 2 de outubro de 1949) é um jornalista, escritor e poeta de expressão lusófona que se destacou na difusão das questões relacionadas com Timor Leste e no estudo e divulgação da cultura açoriana. Autor de vasta obra sobre a língua portuguesa, tem traduzido para inglês a obra de diversos escritores açorianos e organiza desde 2001 os Colóquios Anuais da Lusofonia.

## Obras publicadas
Entre muitas outras, é autor das seguintes monografias:
- Bibliografia Geral de Açorianidade (volumes I e II). Ponta Delgada, Letras Lavadas, 2018 (ISBN 9789897351501 e ISBN 9789897351518);
- Crónica do Quotidiano Inútil (volumes I-V). Calendário de Letras, 2012 (ISBN 9789728985646)
- Chrónicaçores: Uma Circum-Navegação de Timor a Macau, Austrália, Brasil, Bragança até aos Açores. Calendário de Letras, 2011 (ISBN 9789728985547)
- Crónicas Austrais 1976-1996. 1998
- Dossier Timor-Leste 1973-1975. 1999
- Timor-Leste, Historiografia dum Repórter 1973-1992